# گرگ داون
گرگ داون (انگلیسی: Greg Downs؛ زادهٔ ۱۳ دسامبر ۱۹۵۸) بازیکن فوتبال اهل بریتانیا است.
از باشگاه‌هایی که در آن بازی کرده‌است می‌توان به باشگاه فوتبال بریج‌نورث تاون، باشگاه فوتبال درهام تاون، باشگاه فوتبال تورکی یونایتد، باشگاه فوتبال گریت یارموث تاون، باشگاه فوتبال روندز تاون، باشگاه فوتبال ردیچ یونایتد، باشگاه فوتبال نوریچ سیتی، باشگاه فوتبال کاونتری سیتی، باشگاه فوتبال ووستر سیتی، باشگاه فوتبال بیرمنگام سیتی، باشگاه فوتبال کترینگ تاون، باشگاه فوتبال فارست گرین راورز، و باشگاه فوتبال هرفورد یونایتد اشاره کرد.